# Adelaide Giants
Die Adelaide Giants sind ein professionelles Baseballteam aus dem australischen Adelaide. Das Team spielt in der Australian Baseball League. Heimspielstätte ist das Diamond Sports Stadium in Adelaide. Seit Juni 2018 gehört das Team zum Franchise der Adelaide Crows. Der Australian-Football-Verein agiert seitdem als Haupteigentümer des Teams.

## Geschichte
Die Adelaide Giants wurden ursprünglich in der originalen Australian Baseball League unter dem Namen Adelaide Giants gegründet, bevor sie 2010 unter dem Namen Adelaide Bite in der neu gegründeten aktuellen Australian Baseball League zurückkehrten. Zur Saison 2019/20 wurde das Team wieder in Adelaide Giants zurück benannt. Seit der Neugründung der Australian Baseball League im Jahr 2010 konnte das Team bisher keine Meisterschaft gewinnen. Jedoch konnte in den Saisons 2010/11 sowie 2015/16 der dritte und in der Saison 2016/17 der zweite Platz nach den Brisbane Bandits erreicht werden.

## Aktueller Kader
Nachfolgend ist der aktuelle Kader der Adelaide Bite in der ABL-Saison 2018/19 dargestellt.

## Zuschauerzahlen
Nachfolgend sind die Zuschauerzahlen der Adelaide Giants (von 2010 bis 2018 Adelaide Bite) seit der Neugründung der Australian Baseball League im Jahr 2010 dargestellt.
| Saison  | Zuschauer gesamt | Zuschauer pro Spiel |
| ------- | ---------------- | ------------------- |
| 2010/11 | 24.917           | 1.311               |
| 2011/12 | 21.690           | 1.205               |
| 2012/13 | 22.176           | 1.109               |
| 2013/14 | 24.928           | 1.187               |
| 2014/15 | 25.060           | 1.044               |
| 2015/16 | 27.943           | 998                 |
| 2016/17 | 12.279           | 722                 |
| 2017/18 | 9.473            | 474                 |
| 2018/19 | 10.654           | 533                 |